# Landtag Reuß jüngerer Linie (1898–1901)
Dieser Artikel behandelt den  Landtag Reuß jüngerer Linie 1898–1901.

## Landtag
Der Landtag Reuß jüngerer Linie wurde in zwei Kurien gewählt. Drei Mandate wurden durch die Höchstbesteuerten (HB) gewählt, die anderen in allgemeinen Wahlen (AW) in Ein-Personen-Wahlkreisen bestimmt. Daneben bestand eine Virilstimme für den Inhaber des Reuß-Köstritzer Paragiums (RKP). Die Wahlen fanden am 27. September 1898 statt.
Als Abgeordnete wurden gewählt:
| Name                              | Partei | Wohnort            | Kurie | Wahlkreis | Anmerkung                                          |
| --------------------------------- | ------ | ------------------ | ----- | --------- | -------------------------------------------------- |
| Gustav Adolf Franz Diebel         |        | Heinrichshütte     | AW    | 10        |                                                    |
| Louis Franz Fiedler               | SPD    | Bieblach           | AW    | 1         |                                                    |
| Alexander Anton Oskar Fröb        | NLP    | Lobenstein         | AW    | 11        |                                                    |
| Ludwig Walther Fürbringer         | NLP    | Gera               | HB    |           |                                                    |
| Johann Georg Friedrich Graesel    | SPD    | Kulm bei Saalburg  | AW    | 9         |                                                    |
| Friedrich Max Haberland           |        | Hirschberg/Saale   | AW    | 12        | Ausgeschieden am 22. August 1898. Nachfolger Knoch |
| Heinrich XXIV. von Reuß-Köstritz  |        | Köstritz           | RKP   |           |                                                    |
| Heinrich Gustav Kalb              | FrVp   | Gera               | AW    | 2         |                                                    |
| Karl Otto Kanis                   |        | Langenberg         | AW    | 5         |                                                    |
| Heinrich Gottlieb Knoch           |        | Hirschberg/Saale   | AW    | 12        | Ab 23. Januar 1899 für Haberland                   |
| Christian Heinrich Lautenschläger | FrVp   | Langenwolschendorf | AW    | 8         |                                                    |
| Wilhelm Leven                     | SPD    | Langenwolschendorf | AW    | 4         |                                                    |
| Friedrich Paul Bruno Ruckdeschel  |        | Gera               | HB    |           |                                                    |
| Heinrich Samuel Sturm             | RFKP   | Gera               | AW    | 6         |                                                    |
| Emil Richard Vetterlein           | SPD    | Gera               | AW    | 3         |                                                    |
| Karl Otto Walther                 |        | Schleiz            | AW    | 7         |                                                    |
| Hermann Ernst Alfred Weber        | kons.  | Gera               | HB    |           |                                                    |

Unter dem Alterspräsidenten Walther Fürbringer wählte der Landtag Walther Fürbringer als Landtagspräsidenten. Als Vizepräsident wurde Heinrich Lautenschläger gewählt. Schriftführer war Otte Walther. Stellvertretender Schriftführer war Otto Kanis.
Der Landtag trat vom 23. Oktober 1898 bis zum 14. Februar 1901 in 46 öffentlichen Plenarsitzungen in zwei  Sitzungsperioden zusammen. Der Landtagsabschied datiert vom 28. August 1901.
Für die Zeit zwischen den Sitzungsperioden wurde ein Landtagsausschuss gewählt. Dieser bestand aus:
| Landesteil                      | Mitglied                | Stellvertreter | Von-Bis |
| ------------------------------- | ----------------------- | -------------- | ------- |
| Landesteil Gera                 | Walther Fürbringer      | Franz Diebel   |         |
| Landesteil Schleiz              | Heinrich Lautenschläger | Hermann Weber  |         |
| Landesteil Lobenstein-Ebersdorf | Oskar Fröb              | Otto Walther   |         |